# Szarlotka
Pour les articles homonymes, voir Charlotte.

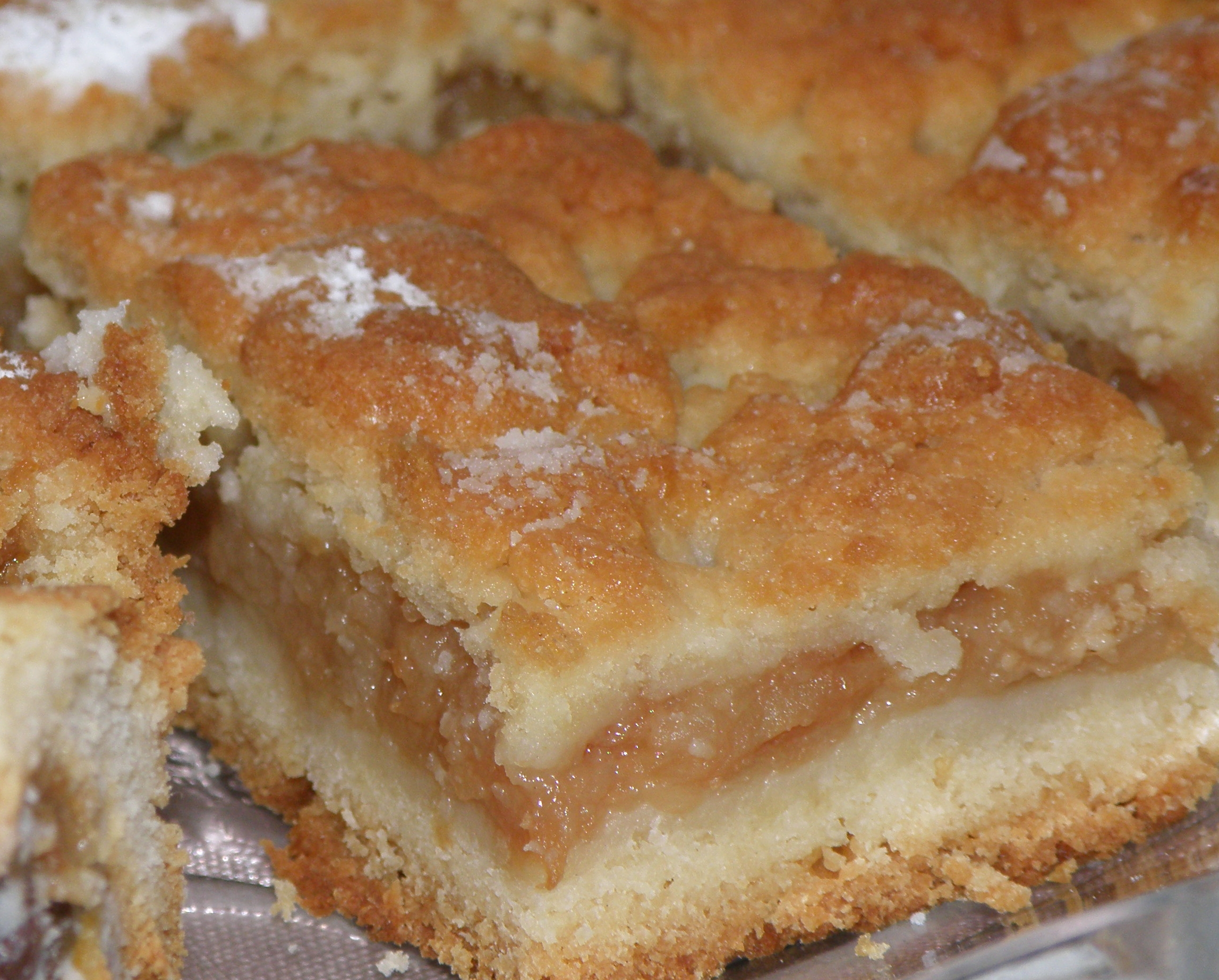

La szarlotka (prononcer charlotka, écrit en cyrillique Шарлотка) est un gâteau aux pommes polonais et russe. 
La recette initiale a été élaborée au début du XIXe siècle par le célèbre pâtissier français Antoine Carême. Celui-ci l'a créée sous le nom de « charlotte russe » pour le tsar Alexandre Ier à la cour duquel il travaillait. Cette tarte aux pommes devrait son nom à la princesse Charlotte de Prusse, belle-sœur de l'empereur, plus tard tsarine sous le nom d'Alexandra Féodorovna, comme épouse de Nicolas Ier.
Elle est généralement composée d'une pâte sablée ou brisée plus ou moins épaisse et d'une garniture de pommes, coupées en lamelles ou en très petits morceaux, voire râpées ou sous forme de compote. Celle-ci est parfois également recouverte de pâte (façon crumble) ou d'une fine couche de meringue. On peut y ajouter des épices, par exemple de la cannelle et des clous de girofle. Elle est souvent servie encore chaude, avec de la glace à la vanille  et de la crème chantilly.
Outre les pommes, il est possible d'utiliser des poires, des pêches, des abricots ou des prunes et d'ajouter des raisins secs.
Il est possible de remplacer la pâte sablée ou brisée par des croûtons ou des biscottes.